# Stenotrema brevipila
Stenotrema brevipila är en snäckart som först beskrevs av G. H. Clapp 1907.  Stenotrema brevipila ingår i släktet Stenotrema och familjen Polygyridae. Inga underarter finns listade i Catalogue of Life.